# Manuel Arnao
Manuel Arnao, de seu nome completo Manuel Arnao Leitão (c. 1545 – d. 1600), foi um pintor português do século XVI.

## Biografia
Era o terceiro filho varão de Francisco Arnao e de sua primeira mulher Ana de Magalhães.
Pintor da segunda metade do século XVI, começou em 1560 e acabou de pintar e dourar em Junho de 1566 o retábulo do altar-mor da Igreja Matriz de Vila do Conde. Residia em Braga pelo menos desde 1561, no ano de 1567 e até 1571. Pintou também o altar-mor da Igreja de Santo Estêvão de Valença do Minho em 1571, tendo aprazado, entretanto, a pintura dos altares-mores da Igreja de São João Baptista de Vila do Conde e a Igreja do Mosteiro de Paço de Sousa.
Foi mais tarde para a Galiza, onde trabalhou até 1594, voltando em 1595 para Portugal, fixando-se em Mesão Frio, onde se casou na Igreja de São Nicolau a 27 de Outubro de 1595 com Isabel de Paiva, nascida em Mesão Frio, São Nicolau, e da qual teve uma filha, Maria (bap. Mesão Frio, São Nicolau, 14 de Junho de 1596, e um filho, Bento Arnao Leitão (bap. Mesão Frio, São Nicolau, c. 1595/1599 ou c. 1600), casado primeira vez em Mesão Frio, Santa Cristina, a 16 de Junho de 1636 com Catarina Borges de Vasconcelos, fixando residência nos Brunhais de Baixo, 500 metros acima da Casa da Picota, na saída para Vila Marim, Cidadelhe e Sedielos, local hoje conhecido por Cabo de Vila, com geração, e casado segunda vez em Lisboa, Sé, a 30 de Dezembro de 1658 com Catarina Rodrigues, sem mais notícias.
Eugénio Eduardo de Andrea da Cunha e Freitas encontrou no Livro 29 dos Prazos do Cabido da Sé de Braga notícia do emprazamento dum seu Casal em São Paio de Parada, a 30 de Março de 1568, a um Mansio ou Manio Arnao, também de Braga, também pintor, que se admite irmão do Manuel Arnao em causa, o que não se perfilha, antes admitindo tratar-se da mesma pessoa, embora com o nome mal escrito ou, com o devido respeito, mal interpretado. Segundo o mesmo investigador, nesse dia, estando o Cabido junto, perante suas mercês ho dito Cabido pareceo mãjo arnáo, pintor, mor nesta cidade e sua mulher Maria Ferreira .... E lembra o mesmo ilustre investigador que, em 1883-1884, existia na toponímia de Braga uma Cangosta do Arnão ou Cangosta do Arnáo, que partia do Largo do Salvador em direcção ao Norte, correspondente às actuais Rua do Abade da Loureira e Rua D. Francisco de Noronha.
Em 1582 o pintor Manuel Arnao encontrava-se ainda no Minho, como resulta dum perdão que então lhe foi concedido da culpa de que foi acusado na vila de Viana da Foz do Lima, hoje Viana do Castelo. Seguiu depois para Ribas de Sil e Ourense, na Galiza, onde trabalhou de 1591 a 1594. Em 1591, em Ribas de Sil, de parceria com o escultor Juan de Anges, encarrega-se da pintura de vários retábulos para o Mosteiro, como o do altar-mor, os laterais de Nossa Senhora e de São Bento, e outro no altar del Pilar, que corresponde ao de São Nicolau. De 1592 a 1594 encarrega-se do retábulo da Capela do Rosário da Catedral de Ourense e, também de parceria com o escultor Juan de Anges, contrata a execução em Ribas de Sil de vários túmulos em talha, armoriados e pintados de acordo com os retábulos novos do altar-mor, e da execução da Capela das Neves, na mesma Catedral de Ourense, obra que não chegou a terminar, tendo sido adjudicada a 29 de Novembro de 1595, um mês após o seu casamento e fixação definitiva em Mesão Frio, a Juan Martínez Español com a condição expressa de que el adjudicatario habia de realizar [a obra] conforme las condiciones dictadas por el pintor Manuel Arnao Leyton. De toda esta obra apenas chegou aos nossos dias, seguramente identificado, o retábulo da Capela do Rosário, na Catedral de Ourense, que se encontra hoje na Capela de Santa Rita, na nave do lado Norte, junto à Capela das Neves. Embora mudado e restaurado no século XIX, patenteia bem visível a data da sua execução: 1592. Na base, tem quatro pequenos quadros, representando o Nascimento de Cristo, a Circuncisão, Cristo entre os Doutores e o Pentecostes.
Citação: Como conciliar a vinda do pintor para Mesão Frio, abrindo assim mão de empreitadas importantes? Só por amor? É possível, mas custa a crer. O seu encontro com Isabel de Paiva pode eventualmente ter pesado na sua deliberação de mudança, mas não parece suficiente para levar um Artista assim ainda tão solicitado a abandonar de rompante proventos, fama, clientela, tudo... Tudo indica, pois, que o que o trouxe a Mesão Frio terá sido a encomenda do tecto apainelado da Igreja de São Nicolau, e que o seu casamento terá sido consequência, e não causa, da sua vinda para o Douro. Sendo natural que não tivesse menos de 30 anos ao pintar o retábulo da Igreja Matriz de Vila do Conde, em 1561 e 1565, seria um homem de cerca de 60 anos quando, em 1595, surge a casar em Mesão Frio. Casamento tardio, talvez, mas não inverosímil. Nem sequer incomum. O seu próprio filho, Bento Arnao Leitão, nascido em Mesão Frio cerca de 1597/1599 e aí casado em 1636 com Catarina Borges de Vasconcelos, da qual teve, pelo menos, seis filhos e filhas, até 1647, com 50 anos - depois de viúvo voltou a casar, já com cerca de 60 anos de idade, a 30 de Dezembro de 1658. O que é inquestionavelmente significativo é o facto de a sua qualidade de pintor ter sido expressamente consignada no assento do seu casamento, sinal de ser nessa qualidade que para ali fôra, e ali passara a viver. Igualmente significativo é o facto de haver em Mesão Frio, na vertente Sul para Vila Jusã e para a Rede, um local de excelente panorâmica ainda hoje conhecido por Sítio do Imaginário. De que outro pintor de imagens há memória como residente em Mesão Frio? De que outras obras do pintor Manuel Arnao há notícia em Portugal? Embora estudado já, o certo é que a possível atribuição a Manuel Arnao da autoria do tecto de São Nicolau não foi ainda encarada pelos entendidos da matéria, não obstante a qualidade do seu traço e o humanismo da sua paleta. Para facilitar esta inadiável análise inserimos neste breve bosquejo histórico-genealógicos alguns dos 47 quadros chegados até nós."